# Leadership Conference of Women Religious
Die Leadership Conference of Women Religious (LCWR) ist eine Vereinigung US-amerikanischer Ordensfrauen in der römisch-katholischen Kirche. Im Jahr 2023 waren 1270 Ordensoberinnen Mitglied der LCWR, die etwa 66 % der 35.000 Ordensfrauen in den Vereinigten Staaten vertraten.

## Geschichte
Die Zahl der Ordensoberinnen und der von der LCWR vertretenen Ordensfrauen sinkt stetig. Zum Vergleich: Im Jahr 2015 waren es noch rund 1500 Oberinnen, die 80 % der 48.000 Ordensfrauen in den Vereinigten Staaten vertraten.
Die LCWR bleibt gleichwohl die größte Vertretung von Ordensfrauen in den Vereinigten Staaten, gefolgt von dem 1992 gegründeten Council of Major Superiors of Women Religious, der mit rund 180 Mitgliedern rund 20 % der Ordensfrauen des Landes vertritt. Das Durchschnittsalter der in der Leadership Conference of Women Religious organisierten Ordensfrauen liegt jedoch wesentlich höher als im Council of Major Superiors of Women Religious. Einer Studie über Berufungen in jüngerer Zeit aus dem Jahr 2009 zufolge waren in den in der LCWR vereinigten Instituten 56 % der in eine Ordensgemeinschaft Eintretenden älter als 40 Jahre, während es im Council of Major Superiors of Women Religious nur 15 % waren. Nur 9 % der in der LCWR vereinigten Ordensinstitute hatten wenigstens fünf Novizinnen, in der CMSWR lag diese Zahl bei 43 % der Institute.
Im Jahr 2012 leitete die Kongregation für die Glaubenslehre unter Leitung von Erzbischof Gerhard Ludwig Müller eine Untersuchung der LCWR ein, da der Organisation seit Jahrzehnten vorgehalten wurde, zunehmend nicht mehr mit der Lehre der römisch-katholischen Kirche übereinstimmende Auffassungen zu vertreten und zu verbreiten, unter anderem zu Fragen des Gottesbildes, der Abtreibung, der Frauenordination, der Empfängnisverhütung und zur Homosexualität. Die Schwestern der meisten im LCWR zusammengeschlossenen Institute tragen keinen Habit mehr. Erzbischof James Peter Sartain von der Diözese Seattle wurde als Beauftragter eingesetzt, um eine Reform der LCWR zu überwachen.
Im Mai 2014 kritisierte Gerhard Ludwig Müller als Präfekt der Glaubenskongregation den LCWR wegen Ungehorsams und wachsender Nähe zu weltanschaulichen Konzepten, die der Lehre der katholischen Kirche widersprechen. Anfang September wies er in einem Interview darauf hin, dass die LCWR nicht alle Ordensfrauen der Vereinigten Staaten repräsentiere, sondern nur jene Gruppe, die dem Verband angehörten. „Wir haben viele notvolle Briefe von anderen Ordensfrauen erhalten, welche denselben Kongregationen angehören und die an der Richtung, in welche die LCWR ihre Mission lenkt, äußerst leiden.“
2015 veröffentlichte der Vatikan das Ergebnis der dreijährigen Untersuchung, die die Glaubenskongregation gegen die US-amerikanische Ordensoberinnenvereinigung LCWR eingeleitet hatte. Im Abschlussbericht erklärt die Kongregation, dass man alle Differenzen beigelegt und im Geist der Zusammenarbeit einen Konsens gefunden habe. Die LCWR wird seinen Dienst an den Mitgliedsinstitutionen weiterhin fortsetzen.

## Auszeichnungen
Am 14. April 2013 erhielt die LCWR den Herbert-Haag-Preis.